# 朗迪國際
朗迪國際控股有限公司（除牌當時為1142.HK）-- 曾在2002年11月8日於香港交易所主版上市公司，在80年代由張鏡清家族創立，當時經營紡織、禮品產品及科技業務。現時由西伯利亞礦業取代上市。
鑑於紡織業務持續疲弱，於是出售虧損業務，轉為礦業產量。 

## 外部連結
- 西伯利亞礦業 webb-site.com